# Kuntanahal, Bellary
Kuntanahal là một làng thuộc tehsil Bellary, huyện Bellary, bang Karnataka, Ấn Độ.